# عداء المستنقعات
عَدّاء المستنقعات أو الدُّتشَر (الاسم العلمي: Limnodromus)، جنس طير من الخواضات وفصيلة دجاج الأرض. يتكون الجنس من ثلاثة أنواع متوسطة القد. اسم الجنس مشتق من اليونانية القديمة من limne (مستنقع) وdromos (عداء). الاسم الإنجليزي من إيراكوي (1841).